# Liste du patrimoine culturel immatériel de l'humanité au Guatemala
Cet article recense les pratiques inscrites au patrimoine culturel immatériel au Guatemala.

## Statistiques
Le Guatemala ratifie la convention pour la sauvegarde du patrimoine culturel immatériel le 25 octobre 2006. La première pratique protégée est inscrite en 2008.
En 2024, le Guatemala compte 5 éléments inscrits au patrimoine culturel immatériel, 4 sur la liste représentative et un nécessitant une sauvegarde urgente.

## Listes

### Liste représentative
Les éléments suivants sont inscrits sur la liste représentative du patrimoine culturel immatériel de l'humanité.
| Élément | Type | Subdivision                     | Année | Lien  | Notes                                               | Illus. |
| --- | --- | ------------------------------- | ----- | ----- | --------------------------------------------------- | ------ |
| La tradition du théâtre dansé Rabinal Achí                                                                  | arts du spectacle | Rabinal                         | 2008  | 00144 |                                                     |        |
| La langue, la danse et la musique des Garifuna                                                              | traditions et expressions orales, y compris la langue comme vecteur du patrimoine culturel immatériel arts du spectacle                                     |                                 | 2008  | 00258 | Partagé avec le Belize, le Honduras et le Nicaragua |        |
| La Semaine sainte au Guatemala (es)                                                                         | pratiques sociales, rituels et événements festifs |                                 | 2022  | 01854 |                                                     |        |
| La technique de fabrication des cerfs-volants géants de Santiago Sacatepéquez et Sumpango (es) au Guatemala | pratiques sociales, rituels et événements festifs connaissances et pratiques concernant la nature et l'univers savoir-faire liés à l'artisanat traditionnel | Santiago Sacatepéquez, Sumpango | 2024  | 01991 |                                                     |        |

### Patrimoine immatériel nécessitant une sauvegarde urgente
Le Guatemala compte un élément listé sur la liste du patrimoine immatériel nécessitant une sauvegarde urgente :
| Élément                      | Type                                              | Subdivision | Année | Lien  | Notes | Illus. |
| ---------------------------- | ------------------------------------------------- | ----------- | ----- | ----- | ----- | ------ |
| La cérémonie de la Nan Pa'ch | pratiques sociales, rituels et événements festifs | Rabinal     | 2013  | 00863 |       |        |

### Registre des meilleures pratiques de sauvegarde
Le Guatemala ne compte aucune pratique listée au registre des meilleures pratiques de sauvegarde.